# 25 mars 1929
Le lundi 25 mars 1929 est le 84e jour de l'année 1929.

## Naissances
- Allen West (mort le 21 décembre 1978), criminel américain
- Cecil Taylor[1],[2] (mort le 5 avril 2018), poète et pianiste américain
- Claude Richoz (mort le 7 mai 2001), journaliste suisse
- Ernest Bonacoscia (mort en 2017[3]), militaire français
- Hans Schwarzentruber (mort le 23 novembre 1982), gymnaste suisse
- Jean Schramme (mort le 14 décembre 1988), chef de mercenaires belges
- Marcel Mauron[4] (mort le 22 janvier 2022), footballeur suisse
- Michel Bouillot (mort le 29 janvier 2007), artiste et écrivain français

## Décès
- Antoni Esplugas i Puig (né le 26 avril 1852), photographe catalan
- Otokar Březina (né le 13 septembre 1868), écrivain et poète tchèque
- Robert Ridgway (né le 2 juillet 1850), ornithologue américain